# 采別爾卡
50°12′41″N 27°50′1″E / 50.21139°N 27.83361°E
采別爾卡（烏克蘭語：Цеберка），是烏克蘭北部的村莊，隸屬日托米爾州的日托米爾區。該村始建於1870年，面積45.2平方公里，海拔高度236米，2001年人口50。